# 그레이트브리튼 공산당
그레이트브리튼 공산당 (Communist Party of Great Britain)은 1920년에 설립된 영국의 공산당으로 1991년에 해산되었다. 그레이트브리튼 공산당은 영국 사회당을 포함한 여러 공산당들의 통합으로 설립되었으며, 소련으로부터 코민테른 영국 지부로 인정받았다. 창당 이후 영국 노동운동과 학생운동의 중추적인 역할을 수행하고, 반파시즘, 반제국주의 운동의 구심점이었으나, 1956년 니키타 흐루쇼프의 압력으로 인해 강제적으로 수정주의가 도입된 이후 당의 영향력이 감소했고, 여러차례 분열이 발생했다. 가장 큰 분열은 1977년 오랫동안 당에서 억압받아 온 스탈린주의 파벌이 수정주의와 유럽공산주의 노선을 맹렬히 비판하며 탈퇴해, 그레이트브리튼 공산당의 전통을 계승한 영국 신공산당을 결성하였고, 1988년에도 유럽공산주의에 반대하는 친소련 파벌이 영국 공산당을 결성하였다.
결국 수정주의 도입으로 인한 여러차례의 분열로 친유럽주의와 유럽공산주의를 지지하는 파벌만 남았고, 이들은 그레이트브리튼 공산당이라는 이름을 버리고 민주좌파당로 당명을 바꿨으나 얼마 못가 해산되었다. 

## 같이 보기
- 브리튼 공산당
- 그레이트브리튼 공산당 (마르크스-레닌주의)